# Ticodendraceae
Ticodendraceae is een botanische naam, voor een familie van tweezaadlobbige planten. Een familie onder deze naam wordt pas sinds kort erkend door systemen van plantentaxonomie, en zo ook door het APG-systeem (1998) en het APG II-systeem (2003).
De familie bestaat uit één soort: Ticodendron incognitum, van bomen in Centraal-Amerika.